# Martin Krüger (Volleyballspieler)
Martin Krüger (* 10. Januar 1994 in Halle (Saale)) ist ein deutscher Volleyballspieler.

## Karriere
Krüger begann seine Karriere in der Heimatstadt und spielte später beim Zweitligisten VC Bitterfeld-Wolfen. Anschließend kam er ans Volleyball-Internat Frankfurt und absolvierte Länderspiele mit der deutschen Juniorennationalmannschaft. 2013 ging der Zuspieler zum Studium zur Warner University in Lake Wales und spielte dort in der Universitätsmannschaft. 2017 wurde er vom deutschen Bundesligisten TSV Herrsching verpflichtet. Mit dem Verein erreichte er das Halbfinale im DVV-Pokal 2017/18 und das Playoff-Viertelfinale der Bundesliga. Anschließend wurde er vom Ligakonkurrenten VfB Friedrichshafen verpflichtet. Da Friedrichshafen während der Saison einen weiteren Zuspieler verpflichtete, wurde Krüger im Januar 2019 an den Ligakonkurrenten Netzhoppers Königs Wusterhausen ausgeliehen. Mit dem Verein verpasste er als Tabellenneunter die Bundesliga-Playoffs. Nach der Saison kehrte er zum Zweitligisten Bitterfeld-Wolfen zurück.